# Parafia św. Jana Nepomucena w Kosorowicach
Parafia św. Jana Nepomucena – rzymskokatolicka parafia położona przy ulicy Kościelnej 2A w Kosorowicach. Parafia należy do dekanatu Kamień Śląski w diecezji opolskiej. 

## Historia parafii
Parafia została wydzielona z parafii św. Marcina Biskupa w Tarnowie Opolskim. Jej erygowanie nastąpiło 7 września 1986 roku. Obejmuje wieś Kosorowice.
Proboszczem parafii jest ksiądz Piotr Jan Janoszka.

## Zasięg parafii
Parafię zamieszkuje 829 mieszkańców, swym zasięgiem duszpasterskim obejmuje ona:
- Kosorowice.

### Szkoły i przedszkola
- Publiczna Szkoła Podstawowa w Kosorowicach,
- Publiczne Przedszkole w Kosorowicach.

## Duszpasterze

### Proboszczowie po 1945 roku
- ks. Piotr Janoszka[3]